# Steve McMahon
Pour les articles homonymes, voir McMahon.
Steve McMahon, né le 20 août 1961 à Halewood (Angleterre), est un footballeur anglais, qui évoluait au poste de milieu de terrain à Liverpool et en équipe d'Angleterre.
McMahon n'a marqué aucun but lors de ses dix-sept sélections avec l'équipe d'Angleterre entre 1988 et 1990. Il participe à l'Euro 1988 et à la Coupe du monde 1990.

## Carrière de joueur
- 1979 - 1983 : Everton  Angleterre
- 1983 - 1985 : Aston Villa  Angleterre
- 1985 - 1991 : Liverpool  Angleterre
- 1991 – 1994 : Manchester City  Angleterre
- 1994 – 1998 : Swindon Town  Angleterre[1]

## Palmarès

### En club
- Champion d'Angleterre en 1986, en 1988 et en 1990 avec Liverpool FC
- Vainqueur de la Coupe d'Angleterre en 1986 et en 1989 avec Liverpool FC
- Vainqueur du Charity Shield en 1987, en 1989, en 1990 et en 1991 avec Liverpool FC
- Champion d'Angleterre de Second Division en 1996 avec Swindon Town
- Vainqueur de la Screen Sport Super Cup en 1986 avec Liverpool FC

### EnÉquipe d'Angleterre
- 17 sélections entre 1988 et 1990
- Participation au Championnat d'Europe des Nations en 1988 (Premier Tour)
- Participation à la Coupe du Monde en 1990 (4e)

## Carrière d'entraîneur
- 1994-1998 : Swindon Town
- 2000-2004 : Blackpool
- 2005 : Perth Glory

## Palmarès

### En club
- Champion d'Angleterre de Second Division en 1996 avec Swindon Town
- Vainqueur des Play-offs de Third Division en 2001 avec Blackpool